# Сноб

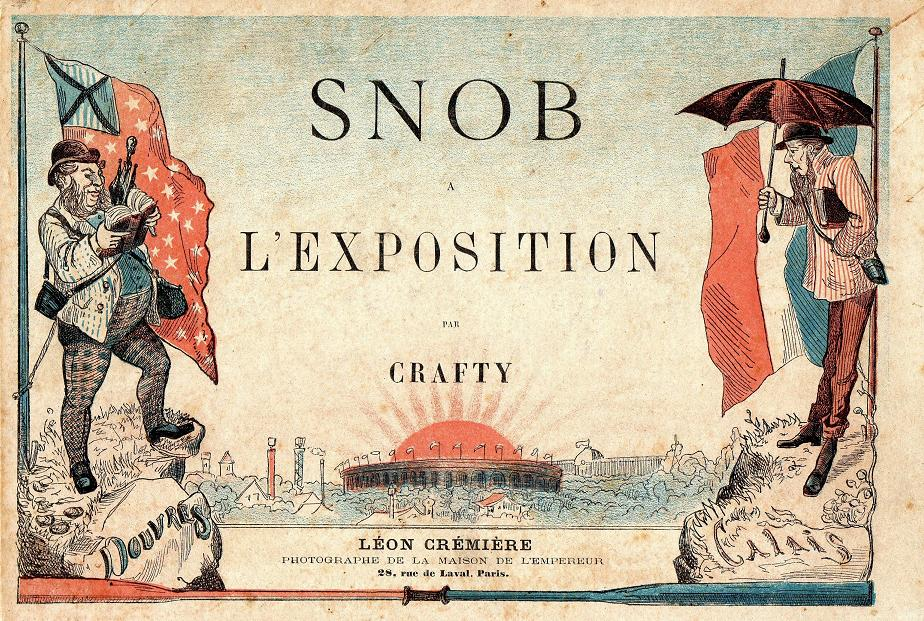
Сноб, виставка 1867 р.

Сноб (англ. snob) — це термін для позначення людини, яка вважає, що існує взаємозв'язок між соціальним статусом (включаючи зовнішність) і людською цінністю. «Сноб» також стосується людини, яка відчуває перевагу над представниками нижчих соціальних верств, рівня освіти чи інших соціальних сфер. В інших джерелах: Сноб — це людина, поведінка і смаки якої визначаються прагненням не відстати від моди і постійно дотримуватися манер престижного кола; марнославна людина, що цінує престиж понад усе.
Термін «снобізм» уперше вжили в Англії в 1820-х роках.

## Походження
Точне походження невідоме, є кілька версій.
Уперше слово знаходимо в 1775—1785 р.р. на позначення шевця чи підмайстра шевця. За однією версією, це слово пізніше стало позначати простолюдина в широкому смислі, а ще пізніше - простолюдина, який наслідує манери аристократа.
За другою версією слово виникло раніше і походить від латинського скорочення s. nob. (відт лат. sine nobilitate «неблагородного походження»). Цією абревіатурою у списках студентів Оксфорда і Кембриджа відмічали студентів, які походили з недворянських сімей — їх не мали запрошувати на заходи, якщо університет відвідував король. Такі студенти, сини купців і землевласників-йоменів, часто були помітно багатшими за дворян, намагалися наслідувати їх, проте не мали відповідного виховання і світських навичок, тож намагалися компенсувати їхній брак показною, позбавленою смаку розкішшю. Саме таку поведінку і стали позначати словом «снобізм».

## Сноби в літературі
- Журден з п'єси «Міщанин-шляхтич» Мольєра.
- «Книга снобів, написана одним з них», Вільям Теккерей.
- «На жалі бритви», Сомерсет Моем. Одну з сюжетних ліній цього твору автор закрутив навколо персонажа Еліота Темплтона, який «жив як сноб і помер як сноб».

|                                     | Вони підозрювали в ньому сноба. І не без підстав. Звичайно, він [Елліот Темплтон] був сноб і навіть не соромився цього. Він готовий був зазнати будь-якої невдачі, знести будь-яку насмішку, проковтнути будь-яку грубість, аби отримати запрошення на раут, куди прагнув потрапити, або бути представленим якій-небудь сварливій, старій аристократці. Він був невтомний. |
| — -«На жалі бритви», Сомерсет Моем. | |

- «Анатомія снобізму». Артур Кестлер.
- «Місіс Деллоуей». Вірджинія Вулф.
- «Мартін Іден». Джек Лондон
- «Сноби». Джуліан Феллоуз.
- «Снобізм і прогрес». Стефан Жеромський.
- «Сноби». Лесь Подерв'янський.